# Sidydrassus
Sidydrassus là một chi nhện trong họ Gnaphosidae.